# Birdy Num Nums
Die Birdy Num Nums waren eine Rockband aus Krefeld, die melodiösen Indie-Rock produzierten. Sie existierten von 1987 bis 1993. 

## Geschichte
Die erste EP What Fish fand 1988 wenig Beachtung. Die Band organisierte daraufhin einen mehrwöchigen Aufenthalt in Amerika. Nach ihrer Rückkehr konnten sie im Vorprogramm der Lemonheads auftreten und erreichten so überregionale Bekanntheit. Die Single Every Little World wurde 1989 Single des Monats der Musikzeitschrift Spex. Nach einem Wechsel des Plattenlabels ließen die Erfolge nach und die Band löste sich 1993 auf.
Kai Berner war später Sänger und Gitarrist bei Studio Grande. Tomislav Tomas und Stefan Wellmann gründeten 2005 die Band Svetlana.

## Diskografie
- On Monday 7" Single (Smarten-Up!)
- What Fish 12" E.P. (Smarten-Up!)
- Every Little World 7" Single (Smarten-Up!)
- Manaka over the World CD/LP (HeistersRecords)
- 62-92 to Be Continued CD (Smarten-Up!)
- Eve CD-Single (Smarten-Up!)
- Superdisappointment Deluxe CD (Smarten-Up!)
- sowie eine Splitsingle mit der Band Hollygolightly und diverse Kompilation-Beiträge